# Cronófono
El cronófono es uno de los primeros aparatos que se utilizaba en teatros y que sincronizaba sonido con tiempo, creado por el francés Gaumont.

## Historia

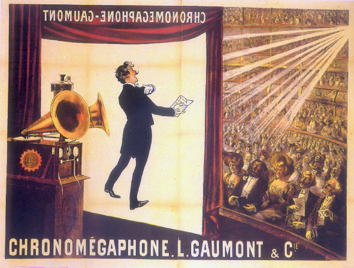
Cartel de publicidad francés, introduciendo el cronófono.

Después de que los hermanos Lumiére estrenasen su primera película, el francés León Gaumont también formó parte de los pioneros del mundo del cine. El francés creó el cronófono.
Consistía en dos platos que reproducían el sonido de la película y se amplificaba mediante dos bocinas por aire comprimido. 
Sin embargo, fracasó debido a su complicación, y no fue hasta el 1927 que apareció la primera película sonora, El cantor de jazz.

## Etimología
La palabra cronófono viene del griego  'χρόνος,ου' (tiempo) y 'φωνή,ής' (voz, sonido).